# Canton d'Isle-Manoire
Le canton d'Isle-Manoire est une circonscription électorale française, située dans le département de la Dordogne, en région Nouvelle-Aquitaine.

## Histoire
Le canton d'Isle-Manoire est une création issue de la réforme de 2014 définie par le décret du 21 février 2014. Il entre en vigueur à l'occasion des élections départementales de mars 2015.

## Géographie
Ce canton est organisé autour de Boulazac Isle Manoire dans l'arrondissement de Périgueux. Son altitude varie de 83 m (Boulazac) à 271 m (Atur).

## Représentation
| Période élective | Période élective | Mandat | Mandat   | Identité               | Nuance | Nuance | Qualité |
| ---------------- | ---------------- | ------ | -------- | ---------------------- | ------ | ------ | --- |
| 2015             | 2021             | 2015   | 2021     | Jacques Auzou          |        | PCF    | Cadre du Trésor Maire de Boulazac (1988-2015) puis de Boulazac Isle Manoire depuis 2016 Président de la communauté d'agglomération Le Grand Périgueux depuis 2014 Ancien conseiller général du canton de Saint-Pierre-de-Chignac |
| 2015             | 2021             | 2015   | 2021     | Marie-Claude Varaillas |        | PCF    | Cadre territoriale Conseillère municipale de Bassillac (2008-2020) Sénatrice depuis le 27 septembre 2020 |
| 2021             | 2028             | 2021   | en cours | Jacques Auzou          |        | PCF    | Conseiller sortant |
| 2021             | 2028             | 2021   | en cours | Marie-Claude Varaillas |        | PCF    | Conseillère sortante |

### Résultats détaillés

#### Élections de mars 2015
À l'issue du premier tour des élections départementales de 2015, deux binômes sont en ballottage : Jacques Auzou et Marie-Claude Varaillas (PCF, 43,51 %) et Pascal Buissard et Noëlle Chatard (FN, 20,18 %). Le taux de participation est de 57,99 % (8 635 votants sur 14 890 inscrits) contre 60,04 % au niveau départemental et 50,17 % au niveau national.
Au second tour, Jacques Auzou et Marie-Claude Varaillas (PCF) sont élus avec 71,34 % des suffrages exprimés et un taux de participation de 57,62 % (5 422 voix pour 8 579 votants et 14 889 inscrits).

#### Élections de juin 2021
Le premier tour des élections départementales de 2021 est marqué par un très faible taux de participation (33,26 % au niveau national). Dans le canton d'Isle-Manoire, ce taux de participation est de 39,64 % (6 165 votants sur 15 553 inscrits) contre 40,86 % au niveau départemental. À l'issue de ce premier tour, deux binômes sont en ballottage : Jacques Auzou et Marie-Claude Varaillas (PCF, 43,08 %) et Émilie Labrot et Jérémy Pierre-Nadal (PS, 30,88 %).
Le second tour des élections est marqué une nouvelle fois par une abstention massive équivalente au premier tour. Les taux de participation sont de 34,3 % au niveau national, 41,41 % dans le département et 34,99 % dans le canton d'Isle-Manoire. Jacques Auzou et Marie-Claude Varaillas (PCF) sont élus avec 100 % des suffrages exprimés (3 649 voix pour 5 442 votants et 15 554 inscrits),,.

## Composition
Lors de sa création, le canton est composé de douze communes. Par rapport aux anciens cantons, le canton d'Isle-Manoire associe douze des quinze communes du canton de Saint-Pierre-de-Chignac, dans l'arrondissement de Périgueux. Le bureau centralisateur est celui de Boulazac.
À la suite de la fusion des communes d'Atur, Boulazac et Saint-Laurent-sur-Manoire au 1er janvier 2016 pour former la commune nouvelle de Boulazac Isle Manoire, il est constitué de dix communes.
Au 1er janvier 2017, les communes nouvelles de Bassillac et Auberoche, Boulazac Isle Manoire, et Sanilhac, constituées partiellement de six anciennes communes de ce canton, sont créées, portant le nombre de communes du canton à cinq, plus quatre communes déléguées.
| Nom                                           | Code Insee | Intercommunalité      | Superficie (km2) | Population (dernière pop. légale)              | Densité (hab./km2) | Modifier                                    |
| --------------------------------------------- | ---------- | --------------------- | ---------------- | ---------------------------------------------- | ------------------ | ------------------------------------------- |
| Boulazac Isle Manoire (bureau centralisateur) | 24053      | CA Le Grand Périgueux | 55,95            | 10 628 (2022)                                  | 190                | modifier les données · modifier les données |
| Bassillac et Auberoche                        | 24026      | CA Le Grand Périgueux | 103,26           | Fraction : 2 588 (2022) Commune : 4 365 (2022) | 42                 | modifier les données · modifier les données |
| La Douze                                      | 24156      | CA Le Grand Périgueux | 23,05            | 1 147 (2022)                                   | 50                 | modifier les données · modifier les données |
| Saint-Crépin-d'Auberoche                      | 24390      | CA Le Grand Périgueux | 9,56             | 336 (2022)                                     | 35                 | modifier les données · modifier les données |
| Saint-Geyrac                                  | 24421      | CA Le Grand Périgueux | 17,10            | 192 (2022)                                     | 11                 | modifier les données · modifier les données |
| Saint-Pierre-de-Chignac                       | 24484      | CA Le Grand Périgueux | 15,70            | 944 (2022)                                     | 60                 | modifier les données · modifier les données |
| Sanilhac                                      | 24312      | CA Le Grand Périgueux | 59,90            | Fraction : 4 446 (2022) Commune : 4 720 (2022) | 79                 | modifier les données · modifier les données |
| Canton d'Isle-Manoire                         | 2407       |                       |                  | 20 281 (2022)                                  |                    | modifier les données                        |

## Démographie
En 2022, le canton comptait 20 281 habitants, en évolution de +1,46 % par rapport à 2016 (Dordogne : +0,37 %, France hors Mayotte : +2,11 %).
| 2013   | 2018   | 2022   |
| ------ | ------ | ------ |
| 19 482 | 20 249 | 20 281 |